# 天主教努奧羅教區
天主教奧里亞教區（拉丁語：Dioecesis Nuorensis）是天主教會在義大利的一個教區，屬卡利亞里總教區。
教區原駐於加爾泰利，於10-12世紀之間成立。1495年9月11日由於瘟疫與戰爭導致人口減少而與卡利亞里教區合併。1779年7月21日恢復，改稱加爾泰利-努奧羅教區。教區於1928年1月27日易名至今。
教區管轄努奧羅省二十九市，2004年時有122,526名教友，佔轄區總人口98.9%。教區下轄四十六個堂區，有八十八名司鐸。現任教區主教為安多尼·穆拉，榮休主教為伯多祿·梅洛尼和梅瑟·馬西亞。